# 醫Apps最強
《醫Apps最強》（英語：Medi Apps）是鳳凰衛視香港台半小時長的錄影節目，主力跟進香港醫療、福利及民生等議題，每期就一個健康問題邀請專家講解。
此節目會不定時暫停播放，該安排乃視乎香港台其他專題節目（例如每年大事回顧）而定。
《醫Apps最強》雖然屬香港台節目，但硬性規定只有能講普通話的人才會擔任此節目的記者，以便為資訊台的正點新聞提供專題報導。

## 播放時間[1]
- 首播：星期六晚上10時30分至11時
- 重播：星期日凌晨4時30分至5時及晚上7時至7時30分；星期一凌晨1時至1時30分及早上9時30分至10時

## 粵語主持／普通話記者（粵語配音）
- 卓麗雯（主編兼任節目製作人；2014年前為主持兼主編）
- 黃德藍（記者；已轉職無綫新聞）
- 敖璐斯（記者；已轉職香港有線新聞）
- 羅振邦（2013年12月14、21日替代主持；2014年前為節目製作人；已轉職香港浸會大學）
- 廖靖雯（記者，2014年7月19日、2015年3月21日至7月25日替任主持；現已離職）
- 陳藹欣（2014年7月12日、7月26日至9月20日、10月4日至11月1日替任主持及主編；2015年8月1日起為主持）
- 趙嘉韻（2014年7月19日替任記者）
- 金盈（2014年7月26日替任記者）
- 呂文惠（2015年7月11日、7月25日替任記者）
- 陳倩瑩（2015年7月18日、8月1日起為記者；非普通話記者）

## 外部連結
- 鳳凰衛視：醫Apps最強官網 （页面存档备份，存于）